# Mormès
Mormès ist eine französische Gemeinde mit 108 Einwohnern (Stand: 1. Januar 2022) im Département Gers in der Region Okzitanien. Sie gehört zum Arrondissement Condom und zum Kanton Grand-Bas-Armagnac.
Nachbargemeinden sind Toujouse im Nordwesten, Monlezun-d'Armagnac im Norden, Laujuzan im Osten, Perchède im Süden und Le Houga im Westen.

## Bevölkerungsentwicklung
| Jahr                      | 1962 | 1968 | 1975 | 1982 | 1990 | 1999 | 2008 | 2016 |
| ------------------------- | ---- | ---- | ---- | ---- | ---- | ---- | ---- | ---- |
| Einwohner                 | 186  | 172  | 150  | 139  | 133  | 124  | 127  | 120  |
| Quelle: Cassini und INSEE |      |      |      |      |      |      |      |      |